# Gorilla Biscuits
A Gorilla Biscuits egy hardcore punk/melodikus hardcore zenekar, amely 1987-ben alakult New York City-ben. Kisebb-nagyobb megszakításokkal a zenekar egészen a mai napig működik.

## Története
Arthur Smilios, Nick Drysdale és Anthony "Civ" Civarelli alapították az együttest. A tagok Long Island-en egy középiskolába jártak, és elhatározták, hogy megalapítják saját zenekarukat. Mindannyian az Agnostic Front rajongói voltak, és a neves CBGB klubba jártak hétvégenként. Nevüket egy akkoriban népszerű drogról kapták, amelyet "ape shit" illetve "gorilla biscuits" neveken becéztek.
Először még csak pár demót adtak ki, első LP-jüket 1988-ban dobták piacra, a Revelation Records gondozásában. 1989-ben második nagylemezüket is megjelentették. 1991-ben szerepeltek egy punk témájú dokumentumfilmben, amelyben egy kiadatlan daluk hallható. 1992-ben feloszlottak. A tagok új zenekart alapítottak, "CIV" néven, amely Anthony Civarelli-ről kapta a nevét. 1997-ben egy koncert erejéig újból összeálltak. A Warzone énekese, Raybeez ebben az időben hunyt el, és a családja támogatása érdekében állt össze újból a Gorilla Biscuits. A Revelation Records 2006-ban "remastered" (felújított) változatban újból megjelentette a legelső nagylemezüket.
2017-ben Magyarországon is felléptek az A38 Hajón.

## Tagok
- Anthony Civarelli – ének
- Walter Schreifels – gitár, dalszerzés
- Arthur "Meow" Smilios – basszusgitár
- Alex Brown – másod–gitáros (2019. február 1-én elhunyt 52 évesen)[1]
- Luke Abbey – dobok

Korábbi tagok:
- Sammy Siegler – dobok
- Eric Fink – basszusgitár
- Mark Hayworth – basszusgitár
- John Porcelly – gitár
- Tom Capone – gitár

## Diszkográfia
- Original 1987 Tape Demo Gorilla Biscuits (1988, bootleg kiadvány)
- Gorilla Biscuits (1988, nagylemez)
- Start Today (1989, nagylemez)
- Having a Great Time...Wish You Were Here (1991, koncertalbum)
- Live at CBGB 8/14/05 (2005, bootleg kiadvány)
- Start Today (az 1989–es nagylemez 2006–ban kiadott "remastered" változata)